# Mazatlán
Mazatlán est une ville de l’État mexicain de Sinaloa, chef-lieu du municipio de même nom. Sa population s'élevait à 658 354 habitants en 2016. C'est le plus grand port commercial du Mexique, mais également une destination touristique prisée, célèbre pour son carnaval annuel le jour de mercredi des cendres.
Mazatlán possède une identité paradoxale, car la vivacité de son développement, la part du tourisme (elle est surnommée la « Perle du Pacifique » (perla del Pacífico) et de la culture dans son activité économique tendent à la rendre emblématique, notamment aux États-Unis et en Amérique Latine, de l'identité Mexicaine, mais si l'on peut considérer qu'elle est au fond l'une des villes les plus authentiquement Mexicaines parce que c'est l'indépendance du Mexique qui a permis le développement de son port, elle n'a pas été le site d'une grande amélioration indigène, ni d'une agglomération créée à l'époque coloniale sur lesquelles se base l'identité de la plupart des grandes villes Mexicaines. Cette situation que Mazatlán partage avec d'autres villes, notamment Culiacán et Hermosillo, biaise souvent le regard que les observateurs locaux ou Mexicains posent sur la ville, mais cette différence est en grande partie artificielle, car le développement de la ville a dépendu de migration de population, interne au Mexique, dont les descendants partagent évidemment souvent les traditions et l'héritage culturel des populations du Bajío ou d'autres régions du Mexique.
Mazatlán est célèbre dans le monde entier pour avoir été le berceau de la musique de Banda de Sinaloa, dont le développement s'est cristallisé autour de la carrière d'orchestres dont la réputation est internationale comme la Banda Sinaloense El Recodo de Don Cruz Lizárraga ou la Original Banda El Limón de Don Salvador Lizárraga, et de nombreux orchestres comme la Banda La Costeña de Don Ramón López Alvarado qui n'ont pas nécessairement consacré une part majeure de leur activité à atteindre un marché global, mais dont plusieurs comptent quarante à cinquante années d'activités continues.

## Géographie
Mazatlán est située sur la côte pacifique du Mexique, à 865 km — 1 011 km par la route — au nord-ouest de Mexico, la capitale fédérale.

## Voies de communication et transports

### Aérien
La ville est desservie par l'Aéroport international général Rafael Buelna.

### Maritime
Le port de Mazatlán est le port mexicain le plus important de la côte pacifique.

### Routier
Elle est reliée aux grandes villes du Nord par des axes routiers importants :
- Route fédérale 15D : vers Culiacan au Nord et Tepic au sud.
- Route fédérale 40D : vers Durango à l'ouest, Torreón puis Monterrey au nord-est.

## Toponymie
Les toponymistes concordent à dire que le nom « Mazatlán » est constitué de deux mots qui proviennent du vocabulaire des langues Nahuatl : « mazatl » qui signifie « cerf » (en espagnol : « venado ») et « tlán » qui signifie « abondance ». « Mazatlán » a donc été à une époque « le lieu où les cerfs sont abondants ». Le cerf est la mascote de la ville qui est souvent appelée, avec sa région « Tierra de venados » (terre des cerfs).

## Histoire

### Une date de fondation discutée
Officiellement la ville a été fondée le 14 mai 1531 comme l'affirme une plaque en fonte apposée sur le bâtiment historique connu comme la « Douane de Mazatlán » en espagnol : Aduana en Mazatlán). Cette date, qui est reprise dans la plupart des brochures destinées au tourisme a été consacrée par deux décrets qui ont été publiés par deux présidents différents de la municipalité. Le premier, le décret municipal no 9 du 25 octobre 1979, signé par Raúl Ledón Marquez, affirme que la ville a été fondée en 1531. Le second, le décret municipal no 4, du 10 février 1981, signé par José H. Rico Mendiola, consacre la date du 14 mai 1531 comme étant celle de la fondation de la ville.
L'objectif de ce second décret semble avoir été principalement la possibilité d'organiser, à l'occasion du 14 mai 1981, une importante manifestation touristique destinée à fêter le 450e anniversaire de la fondation de la ville. À cette occasion, la municipalité crée un comité-organisateur des festivités dont le président est Miguel Valadez Lejarza, l'historien local dont les propositions avaient justifié la publication des décrets. La ville adopte un nouvel écu, fait frapper des médailles commémoratives, organise la publicité autour de l'évènement dans une ambiance carnavalesque dotée d'une bande sonore de style tropical.

L'explorateur Eugène Duflot de Mofras qui navigue dans la région entre 1840 et 1842, note qu'en 1836, les commerçants de San Blas et de Tepic ont obtenu la fermeture au commerce étranger des ports de Manzanillo et de Mazatlán, mais que la mesure, concernant ce dernier, a été rapportée. Il mentionne le naufrage, dans la rade de Mazatlán, le 1er novembre 1839, d'une douzaine de navires surpris par un ouragan tropical. Le port de Mazatlán n'est, à cette époque qu'une rade foraine (un lieu d'ancrage non fermé). Les vaisseaux de haute mer jettent l'ancre au sud de l'île nommée « El Cerro del Crestón » (la Colline avec une Crête), mais que deux autres îles, la « Isla de los Pajaros » (l'Ile aux Oiseaux) et la « Isla de Venados » (l'Ile des Cerfs) forment une seconde petite rade qui a pu être autrefois utilisée. Il estime à la population de la ville entre 8000 et 12000 habitants selon la saison.
Le gouvernement mexicain a donné à la ville le nom officiel de « Villa de los Costillas ». Le commerce de gros y est alors exclusivement aux mains de sociétés dont des étrangers sont propriétaires. La ville n'a pas de fortifications et la garnison comprend au plus une vingtaine de Dragons et une soixantaine de Fantassins que complètent deux petits navires Garde-côtes, équipés de quatre bouches à feu et servis par une quinzaine de marins. Les bâtiments étrangers fréquentent le port parce qu'il est l'un des rares sur ces côtes où ils peuvent faire des approvisionnements complets : on y vend même du vin de Bordeaux dont le prix d'une barrique est équivalent à celui de trois à cinq bœufs. Il rapporte la décadence de Villa Union, l'ancien « Presidio de Mazatlán » qui ne compte plus que 500 habitants environ.

### AuXIXesiècle
Prise par les Américains lors de la Guerre américano-mexicaine, elle fait partie de l'empire du Mexique de Maximilien, mais les impérialistes doivent abandonner la ville après l'arrivée du général Ramón Corona en novembre 1866.
Lors de la ruée vers l'or, Mazatlán était incluse dans le trajet des chercheurs d'or qui allaient de New York vers le golfe du Mexique, à la côte ouest du pays vers San Francisco. Le phare de Mazatlán commença à fonctionner en 1879 ; il éclaire encore aujourd'hui la ville au-dessus de sa butte.

## Personnalités liées à la ville
- José Martín Echeguren

Né en Espagne, il s'installe à Mazatlán en 1842 et y crée deux sociétés prospère. Il contribue au financement de l'Hôtel de Ville en 1857 et de l'Hôpital Militaire en 1862.
- Pedro Echeguren de la Quintana

Fils de José Martín Echeguren, il est jusqu'à sa mort en 1877, le principal promoteur de la construction de l'église qui est devenue depuis la cathédrale de l'église Catholique de Mazatlán.
- Francisco Echeguren de la Quintana

Autre fils de José Martín Echeguren. Il investit principalement dans les activités portuaires et s'associe en avril 1880 avec sa sœur, ses neveux et Alejandro Loubet y Guzmán pour créer l'entreprise métallurgique Loubet y Cía. En 1885, les sociétaires de cette entreprise, après le décès de Vicente Ferreira, mort dans le naufrage du vapeur « Sonora », achètent à sa veuve Carlota Hidalgo de Ferreira, pour la somme de 25 000 pesos d'or, la fonderie « Fundición de Sinaloa » et ses installations qu'il avait développées et qui ont joué un rôle clé dans le développement de l'État.
- Genaro Estrada (1887-1937), homme d'État mexicain.
- José C. Valadés (nl) (José Cayetano Valadés Rocha, né à Mazatlán le 1er décembre 1901, mort à Mexico le 24 janvier 1976)

Journaliste, homme politique, diplomate et surtout historien connu notamment pour son « Historia general de la Revolución mexicana » (Histoire Générale de la Révolution Mexicaine) qui a ouvert la voie à une étude plus scientifique et moins orientée par les objectifs politiques du Parti révolutionnaire institutionnel, des évènements de la période révolutionnaire.
- Pedro Infante (1917-1957), acteur et chanteur mexicain.
- Luis Aguilar Manzo "El Gallo Giro"(1918-1997), acteur et chanteur mexicain.

Né à Hermosillo, il s'installe à Mazatlán en 1939 pour y tenir un commerce de pêche au requin dont il exporte le produit aux États-Unis.
- Salvador Lizárraga Sánchez (1932-2021), clarinettiste, directeur et producteur musical,
- Sabine Moussier (1966-), actrice germano-mexicaine, née à Leverkusen mais ayant déménagé très jeune à Mazatlán.
- Cesar Millan (1969-), cynologue mexicano-américain.
- Sara Ramírez (1975-), actrice mexicaine.
- Francisco Javier Rodríguez (1981-), footballeur mexicain.
- Alberto Medina (1983-), footballeur mexicain.

### Ouvrages et articles
- (es) Everardo Mendoza Guerrero, El léxico de Sinaloa, Ciudad de México, Siglo XXI editores S.A de C.V / Colegio de Sinaloa, 1er janvier 2002, 158 p. (ISBN 968-23-2354-1 et 968-23-2359-2, lire en ligne).
- Eugène Duflot de Mofras, Exploration du territoire de l'Orégon, des Californies et de la mer Vermeille, exécutée pendant les années 1840, 1841 et 1842. T1, Paris, A. Bertrand, 1844, 79 p..

### Ressources en ligne
- (es) Administrator Inehm, « José C. Valadés », Premios a la Trayectoria en Investigación Histórica 2018, sur Inehm, Ciudad de México, Instituto Nacional De Estudios Históricos De Las Revoluciones De México, 11 avril 2018.
- (es) Instituto Nacional para el Federalismo y el Desarrollo Municipal, « Mazatlán » [html], Estado De Sinaloa, sur Inafed, Enciclopedia de Los Municipios y Delegaciones de México, Secretaría de Gobernación, 2010.